# Mohsenije
Mohsenije (perski: محسنيه) – wieś w południowym Iranie, w ostanie Chuzestan. W 2006 roku miejscowość liczyła 126 osób w 23 rodzinach.